# Baltasar Barcia
Baltasar Mateo Barcia Fernández, noto semplicemente come Baltasar Barcia (Pando, 19 febbraio 2001), è un calciatore uruguaiano, centrocampista del Boston River in prestito dall'Independiente.

## Carriera

### Club
Cresciuto nel settore giovanile del Rentistas, debutta in prima squadra il 16 luglio 2021 in occasione dell'incontro di Primera División Profesional de Uruguay perso 1-0 contro il Progreso.

### Nazionale
Ha giocato nella nazionale uruguaiana Under-15.

## Statistiche

### Presenze e reti nei club
Statistiche aggiornate al 25 ottobre 2021.
| Stagione        | Squadra         | Campionato      | Campionato | Campionato | Coppe nazionali | Coppe nazionali | Coppe nazionali | Coppe continentali | Coppe continentali | Coppe continentali | Altre coppe | Altre coppe | Altre coppe | Totale | Totale |
| Stagione        | Squadra         | Comp            | Pres       | Reti       | Comp            | Pres            | Reti            | Comp               | Pres               | Reti               | Comp        | Pres        | Reti        | Pres   | Reti   |
| --------------- | --------------- | --------------- | ---------- | ---------- | --------------- | --------------- | --------------- | ------------------ | ------------------ | ------------------ | ----------- | ----------- | ----------- | ------ | ------ |
| 2021            | Rentistas       | PD              | 15         | 1          |                 | -               | -               | CL                 | 0                  | 0                  |             | -           | -           | 15     | 1      |
| Totale carriera | Totale carriera | Totale carriera | 15         | 1          |                 | -               | -               |                    | 0                  | 0                  |             | -           | -           | 15     | 1      |

## Palmarès

### Competizioni statali
- Campionato Catarinense: 1

Criciúma: 2024